# Sitzen

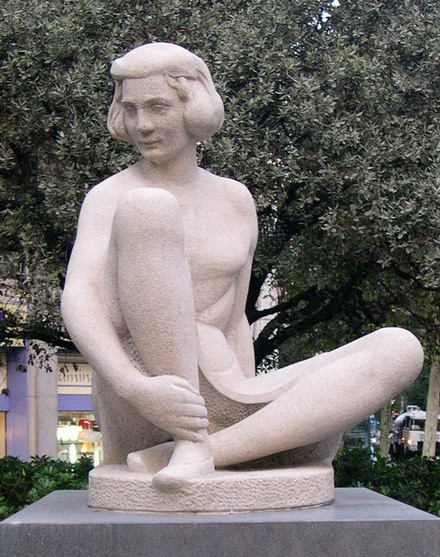
Statue von Manolo Martínez Hugué

Das Sitzen ist eine der Grundhaltungen des Menschen. Bei dieser Körperhaltung ist der Oberkörper aufgerichtet und der größte Teil des Körpergewichtes ruht auf dem Gesäß oder den angewinkelten Oberschenkeln. Das Sitzen auf einem Sitzmöbel oder einer entsprechenden Sitzgelegenheit, die eine variable Position der Unterschenkel und ein Anlehnen des Oberkörpers erlaubt, ist eine sehr bequeme Körperhaltung, da die Muskeln und Gelenke, die der Aufrechthaltung des Körpers dienen, entlastet werden und das Körpergewicht auf eine relativ große Auflagefläche verteilt ist. Babys lernen das Sitzen im Alter von etwa fünf bis neun Monaten.

## Etymologie
Das gemeingerm. starke Verb mhd. sitzen, ahd. sizzen gehört zu der idg. Wurzel sed-.

## Gesellschaftliche Bedeutung

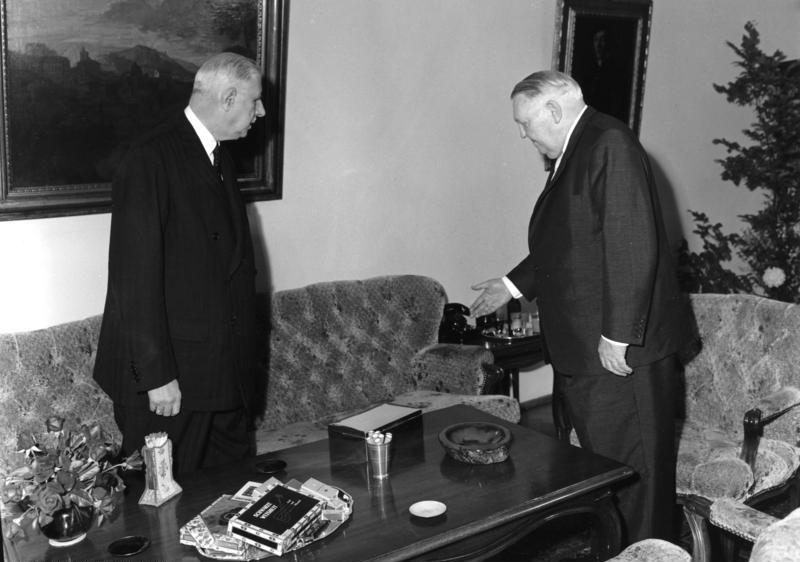
Ludwig Erhard bittet Charles de Gaulle, sich zu setzen (1964)

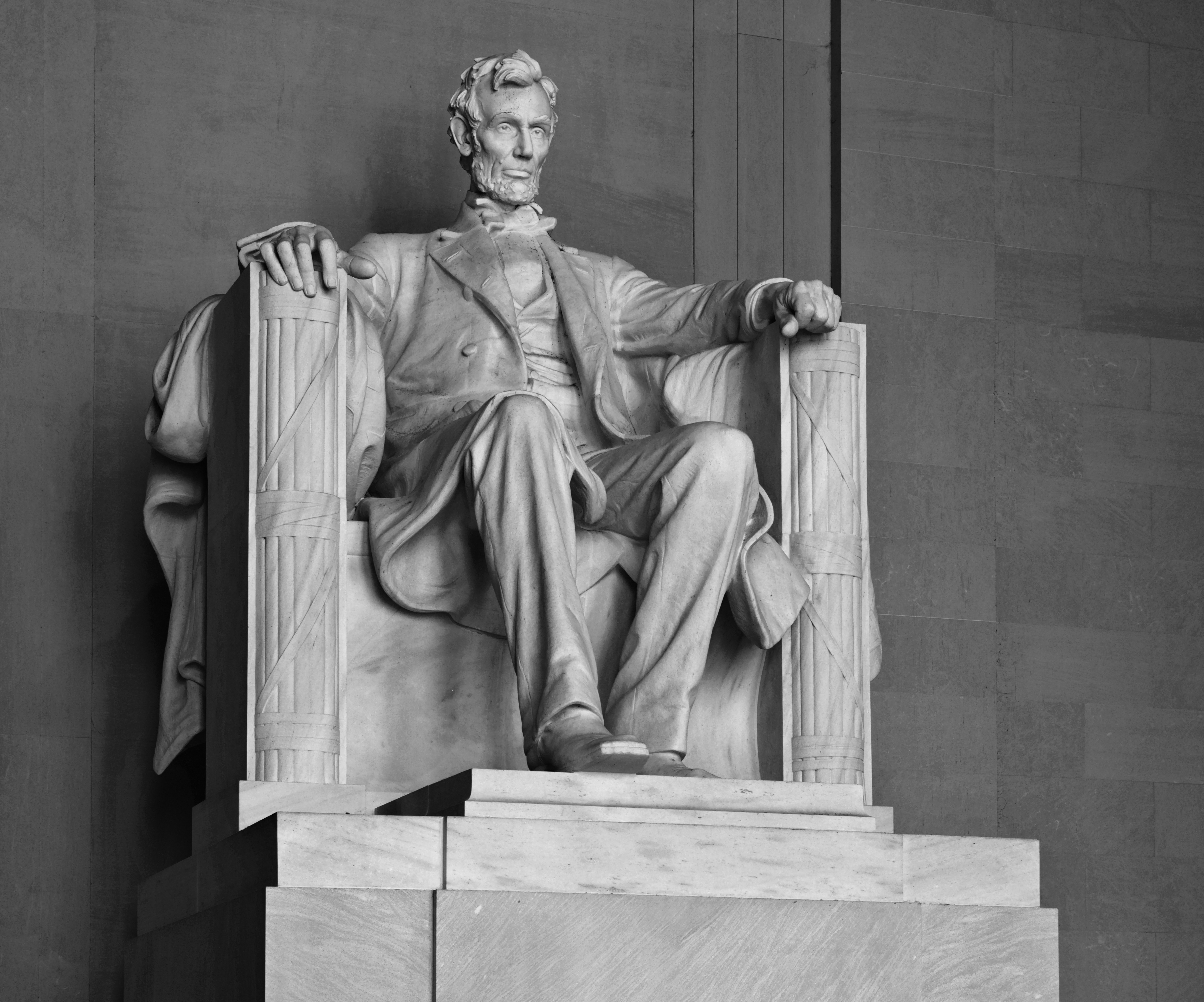
Präsident Abraham Lincoln thront im Lincoln Memorial über den Besuchern

In den gesellschaftlichen Umgangsformen wird das Recht zum Sitzen wegen dessen Bequemlichkeit oft als Privileg gehandhabt:
- In vielen Situationen gebietet es die Höflichkeit, sich nur nach Aufforderung zu setzen und einem Gast oder einer gesellschaftlich höher gestellten Persönlichkeit einen Sitzplatz anzubieten.
- Das Einnehmen eines Sitzplatzes in einer Gaststätte ist verbunden mit der Verpflichtung, eine Bestellung aufzugeben.
- Bei Veranstaltungen, für die Platzkarten ausgegeben werden, sind Sitzplätze teurer als Stehplätze.

Eine besondere Bedeutung kommt dem Sitzen in der Symbolik von Herrschaft und Dienst zu: Der Herrschende sitzt, während der Dienende zum Stehen verpflichtet ist. Der Thron eines Herrschers ist als Sitzmöbel gestaltet, meist erhöht, damit der Herrscher auch in sitzender Stellung die Untergebenen überragt. Auch sprachlich drückt „Sitzen“ oft das Innehaben einer Machtposition aus:
- Das Ausüben der Rechtsprechung bezeichnet man auch als „zu Gericht sitzen“.
- Der Leiter und Entscheidungsträger in einer Organisation oder bei einer Versammlung (bzw. Sitzung) ist der Vorsitzende.
- Der Standort der Unternehmensleitung wird auch Unternehmenssitz genannt.
- Ein Minister hat einen Sitz im Kabinett, ein Abgeordneter einen Sitz im Parlament.
- Das Einnehmen eines Sitzplatzes in einem Kirchengebäude.

## Gesundheitliche Auswirkungen
In Deutschland saßen Erwachsene 2012 im Median 299 Minuten, im Durchschnitt 317 Minuten pro Tag. Bei Männern sind es etwa 300 Minuten, bei Frauen 240 Minuten. Andere Untersuchungen kommen zu 7,5 Stunden Sitzdauer pro Tag.
Sitzen über längere Zeitspannen in statischen Haltungen kann zu gesundheitlichen Störungen führen. Hintergrund ist die Bewegungslosigkeit der Körpermuskulatur und die damit verbundene Verlangsamung des Stoffwechsels in verschiedenem Gewebe im ganzen Körper. Bewegungsmangel steht direkt in Verbindung mit Adipositas, Diabetes, dem metabolischen Syndrom, erhöhtem Risiko von Herz-Kreislauferkrankungen, Krebs und Mortalität unabhängig von mittlerer bis schwerer körperlichen Belastung.
Normal entwickelte menschliche Hüftgelenke ermöglichen den Oberschenkelknochen nur eine Neigung von ca. 60 Grad nach vorne. Der Winkel zwischen Rücken und Oberschenkelknochen beträgt dabei ca. 120 Grad. Bei einem Stuhl mit Rückenlehne, in dem die sitzende Person mit einem scheinbar rechten Winkel im Hüftgelenk sitzt, wird dieser Winkel nur dadurch erreicht, dass das Becken ca. 30 Grad nach hinten kippt. Die Rückenlehne forciert die Wirbelsäule in eine aufrechte Position, wobei die natürliche Lumballordose und Kyphose begradigt werden. Dadurch werden die Bandscheiben unausgewogen belastet. Laut Studien sollte der Winkel im Hüftgelenk beim Sitzen nicht kleiner sein als 135 Grad, um den Bandscheiben nicht zu schaden. Die heutige Normung von Bürostühlen erfordert einen Winkel von 90 Grad in der Hüfte des Sitzenden. Zu den positiven gesundheitlichen Auswirkungen einer solchen Sitzhaltung liegen jedoch keine Studien oder Forschungsergebnisse vor.
Es gibt auch von dem Standard für Bürostühle (EN 1335 Teile 1–3) abweichende Bürostühle, die laut den Herstellern und einigen Physiotherapeuten, Orthopäden und anderen Ärzten gesünder sind. Der Sattelstuhl, Gymnastikball und Kniestuhl sind nur einige Beispiele an vermeintlich gesünderen Bürostühlen. Die Vorteile konnten in einigen Studien nachgewiesen werden, in anderen nicht. Jedoch fehlt es an Vergleichsstudien zu der heute am weitesten verbreiteten Sitzhaltung. Aktives und so genanntes balanciertes Sitzen wird heutzutage sehr empfohlen. Dies beugt Schmerzen im Kreuzbereich und Sitzkrankheiten vor.
Eltern wurden davor gewarnt, ihren Säugling, der sich noch nicht allein aufsetzen kann, in einer sitzenden Position zu halten. Von wissenschaftlicher Seite gibt es für eine Schädlichkeit eines solchen frühen Aufsetzens allerdings keinerlei Nachweise.
Studien legen nahe, dass es einen Zusammenhang zwischen einer schlechteren Gehirnsubstanz, besonders den Regionen um dem Hippocampus, die für das Lernen und Erinnern verantwortlich sind, und übermäßigem Sitzen gibt.

## Sitzen im übertragenen Sinn

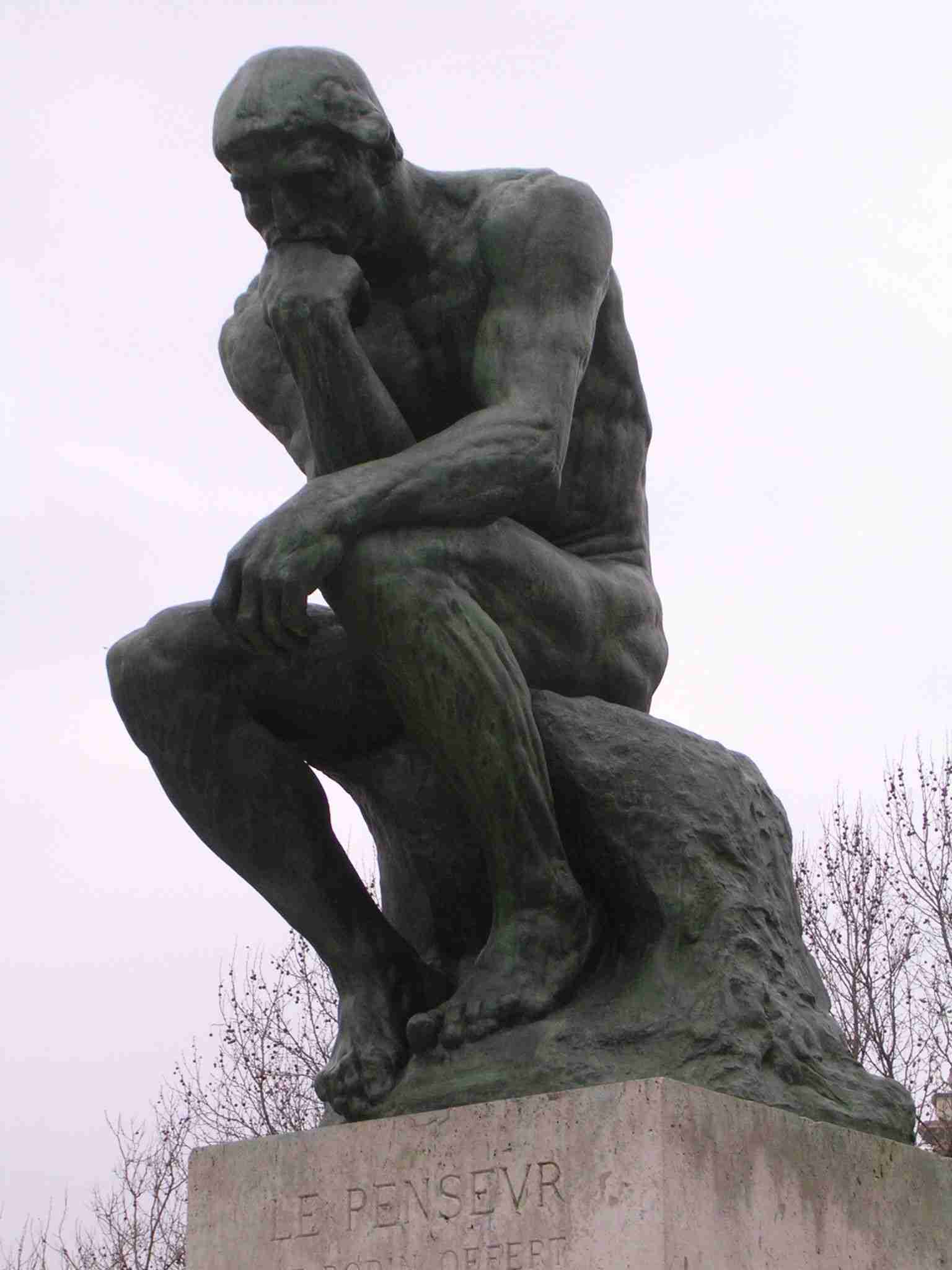
Der Denker, Plastik von Auguste Rodin

Im übertragenen Sinn bezeichnet Sitzen das Innehaben einer vorgegebenen Position und die perfekte Anpassung daran. Ein Kleidungsstück oder ein Werkstück, das „sitzt“, hat die ideale Passform. „Sitzen“ kann auch ein wirkungsvoller Treffer, der in einem physischen oder verbalen Schlagabtausch sein Ziel erreicht hat.
Oft drückt man mit „sitzen“ auch das Beharren in einer Position aus, die nicht mehr verlassen werden kann, also den Fall übermäßiger, oft auch unfreiwilliger Anpassung. Darunter fällt das Festsitzen, etwa eines Fahrzeugs oder einer Schraube, das Einsitzen im Gefängnis, das Sitzenbleiben in der Schule und das Aussitzen eines Problems.

## Grammatik
Die Perfektform des Verbs sitzen lautet gesessen und wird im Deutschen sowohl mit sein als auch mit haben gebildet.
In Süddeutschland, Österreich und der Schweiz sagt man „ich bin gesessen“, während in Norddeutschland „ich habe gesessen“ üblicher ist. Im Duden finden sich beide Formen.